# Słopsk
Słopsk – wieś w Polsce położona w województwie mazowieckim, w powiecie wyszkowskim, w gminie Zabrodzie. Ma status sołectwa.
Prywatna wieś szlachecka położona była w drugiej połowie XVI wieku w powiecie kamienieckim ziemi nurskiej województwa mazowieckiego. W latach 1975–1998 miejscowość administracyjnie należała do województwa ostrołęckiego.
W Słopsku urodziła się między innymi piosenkarka Elżbieta Marciniak.
Wierni Kościoła rzymskokatolickiego należą do parafii Świętej Trójcy w Niegowie.